# Jambusar
Jambusar (en guyaratí: જંબુસર ) es una ciudad de la India en el distrito de Bharuch, estado de Guyarat.

## Geografía
Se encuentra a una altitud de 22 m s. n. m. a 166 km de la capital estatal, Gandhinagar, en la zona horaria UTC +5:30.

## Demografía
Según estimación 2011 contaba con una población de 45 172 habitantes.